# 徐渭墓
29°56′07″N 120°30′28″E / 29.93528°N 120.50778°E
徐渭墓位于中国浙江省绍兴市柯桥区兰亭街道木栅村姜婆山东北麓，是明代画家徐渭的墓葬，毗邻印山越国王陵，2006年与位于绍兴市区的青藤书屋一同被列为第六批全国重点文物保护单位。
现存的徐渭墓是1989年按原貌修复的，墓呈正方形，用条石叠砌，上覆黄土，前竖墓碑，墓碑上刻有沙孟海书“明徐文长先生墓”六个大字。旁边有徐渭父母、兄嫂、儿媳的墓葬。